# Ligne de tramway M (SNCV Groupe de Gand Dampoort)
 (signalé en août 2025).
Si vous disposez d'ouvrages ou d'articles de référence ou si vous connaissez des sites web de qualité traitant du thème abordé ici, merci de compléter l'article en donnant les références utiles à sa vérifiabilité et en les liant à la section « Notes et références ».
- Archive Wikiwix
- Bing
- Cairn
- DuckDuckGo
- E. Universalis
- Gallica
- Google
- G. Books
- G. News
- G. Scholar
- Persée
- Qwant
- (zh) Baidu
- (ru) Yandex
- (wd) trouver des œuvres sur Wikidata

La ligne M est une ancienne ligne du tramway vicinal de Gand de la Société nationale des chemins de fer vicinaux (SNCV) qui reliait Gand à Merelbeke entre 1898 et 1955.

## Histoire
Tableaux : 1931 379[Quoi ?]
- 16 janvier 1898 : mise en service entre Ledeberg Sint-Lievensbrug et Merelbeke Église, traction par tramways à accumulateurs électriques (matériel de l'exploitant), indice M[réf. souhaitée], exploitation par la SA des Railways économiques de Liège-Seraing et extensions (RELSE), capital 79 ;
- 1899 : exploitation reprise par la SNCV, puis exploitation reprise par les Elektrische tramwegen van Gent (ETG) (« Tramways électriques de Gand ») ;
- 1er juillet 1899 : extension de Ledeberg Sint-Lievensbrug vers la gare de Gand Sud ;
- 1er décembre 1901 : électrification ;
- 1954 : exploitation reprise par la SNCV ;
- 30 avril 1955 : suppression.